# Bishnupur (Manipur)
Bishnupur (o Lauiangdong) è una città dell'India di 9.704 abitanti, capoluogo del distretto di Bishnupur, nello stato federato del Manipur. In base al numero di abitanti la città rientra nella classe V (da 5.000 a 9.999 persone).

## Geografia fisica
La città è situata a 24° 37' 60 N e 93° 46' 0 E e ha un'altitudine di 787 m s.l.m..

## Società

### Evoluzione demografica
Al censimento del 2001 la popolazione di Bishnupur assommava a 9.704 persone, delle quali 5.046 maschi e 4.658 femmine. I bambini di età inferiore o uguale ai sei anni assommavano a 1.171, dei quali 607 maschi e 564 femmine. Infine, coloro che erano in grado di saper almeno leggere e scrivere erano 7.007, dei quali 4.126 maschi e 2.881 femmine.